# Gielas dziesięcioplamek
Gielas dziesięcioplamek (Calvia decemguttata) – gatunek chrząszcza z rodziny biedronkowatych.

## Opis
Chrząszcz ten osiąga od 5 do 6,5 mm długości okrągławego, lekko wypukłego ciała. Przedplecze żółtawe o rozjaśnionych bocznych brzegach. Na każdej z jasnobrunatnawych pokryw pięć białawych, dużych plam. Czasem jednak jedna ze środkowych plam zanika lub nawet plam całkowicie brak.

## Ekologia
Zamieszkuje lasy liściaste, gdzie spotykany bywa na dębach, wiązach, lipach i leszczynie. Preferuje stanowiska wilgotne. Często przylatuje do światła. Zimuje w ściółce.

## Rozprzestrzenienie
Występuje od Europy przez kontynentalną Azję po Japonię. W Europie podawany z Austrii, Belgii, Bośni i Hercegowiny, Bułgarii, Białorusi, Chorwacji, Czech, europejskiej Turcji, Francji, Hiszpanii, Holandii, byłej Jugosławii, Litwy, Luksemburga, Niemiec, Rumunii, Słowacji, Słowenii, Szwajcarii, Szwecji, Ukrainy, Węgier, Włoch, Wielkiej Brytanii oraz południowej i środkowej części europejskiej Rosji. Znany również z południowej Syberii.